# Galenia exigua
Galenia exigua är en isörtsväxtart som beskrevs av Robert Stephen Adamson. Galenia exigua ingår i släktet galenior, och familjen isörtsväxter. Inga underarter finns listade i Catalogue of Life.